# Ken Hitchcock
Kenneth J. „Ken“ Hitchcock (* 17. Dezember 1951 in Edmonton, Alberta) ist ein kanadischer Eishockeytrainer, der zuletzt bis zum Ende der Saison 2018/19 die Edmonton Oilers aus der National Hockey League trainierte. Zwischen 1996 und 2017 betreute er bereits die Dallas Stars, Philadelphia Flyers, Columbus Blue Jackets und St. Louis Blues in der NHL. Dabei gewann er mit den Stars 1999 den Stanley Cup. Auf internationaler Ebene fungierte er regelmäßig als Assistenztrainer der kanadischen Nationalmannschaft, unter anderem bei den Olympischen Winterspielen 2002 bis 2014, sodass er mit dem Team Canada dreimal die Goldmedaille gewann. Seit 2023 ist er Mitglied der Hockey Hall of Fame.

## Karriere
Ken Hitchcock begann seine Trainerkarriere 1984 in der kanadischen Juniorenliga WHL bei den Kamloops Blazers und führte die Mannschaft gleich in der ersten Saison mit 52 Siegen zum besten Ergebnis in der Geschichte des Franchise und bis ins Finale der Playoffs. 1985/86 gewann er mit den Blazers den Presidents’ Cup und auch in den folgenden Jahren gehörte das Team unter der Führung von Hitchcock zu den besten Mannschaften der Liga, sodass sie 1990 erneut die Meisterschaft der WHL gewinnen konnten. Zudem wurde Hitchcock in seiner Zeit in Kamloops zwei Mal mit der Dunc McCallum Memorial Trophy als bester Trainer der WHL und ein Mal mit dem Brian Kilrea Coach of the Year Award als bester Trainer der CHL ausgezeichnet.
Nach sechs Jahren als Trainer der Nachwuchsspieler verpflichteten ihn 1990 die Philadelphia Flyers aus der NHL als Assistenztrainer. In insgesamt drei Jahre arbeitete er dort erst unter der Leitung von Cheftrainer Paul Holmgren, später dann unter Bill Dineen. 1993 wechselte Hitchcock in die unterklassige IHL um das Farmteam der Dallas Stars, die Kalamazoo Wings, als Cheftrainer zu übernehmen. Die Wings führte er gleich in seiner ersten Saison zu 48 Siegen in 81 Spielen und 1994/95 erreichten sie die dritte Runde der Playoffs.
Hitchcock trainierte das Team, das sich mittlerweile in Michigan K-Wings umbenannt hatte, noch in 40 Spielen der folgenden Saison, ehe er zum Cheftrainer der Dallas Stars befördert wurde. Jedoch konnte er das strauchelnde Team in der laufenden Saison nicht mehr auf Playoff-Kurs bringen, aber in der Saison 1996/97 führte er die Stars auf den zweiten Platz der Western Conference und verbesserte das Saisonergebnis im Vergleich zum Vorjahr um 22 Siege und 38 Punkte. Die Mannschaft konnte sich in den folgenden zwei Jahren nochmal steigern, erreichte 1998 das Finale der Western Conference und gewann schließlich 1999 den Stanley Cup durch den Gewinn der Finalserie gegen die Buffalo Sabres. Bedingt durch den Mannschaftserfolg war Hitchcock von 1997 bis 1999 drei Mal in Folge für den Jack Adams Award als bester Trainer der Liga nominiert.
Zwar verringerte sich während der Saison 1999/2000 die Punkteausbeute der Stars, doch in den Playoffs strebten sie einer erfolgreichen Titelverteidigung entgegen, ehe sie sich im Finale den New Jersey Devils geschlagen geben mussten. Während sich der Erfolge der Stars in der regulären Saison auch in der folgenden Saison fortsetzte, kamen sie in den Playoffs nicht über die zweite Runde hinaus. Als die Mannschaft etwas schwierig in die Saison 2001/02 gestartet war und nach 50 Spielen im Vergleich zu den Vorjahren nur durchschnittliche 23 Siege erreicht hatte, wurde Hitchcock entlassen.
Bereits im Sommer 2002 wurde Hitchcock von den Philadelphia Flyers als Cheftrainer verpflichtet, die sich erst kurz zuvor von Bill Barber wegen des frühen Ausscheidens aus den Playoffs getrennt hatten. Hitchcock führte die Mannschaft zu 45 Siegen und auf den dritten Platz der Eastern Conference. Zudem hatten die Flyers im Laufe der Saison die wenigsten Gegentreffer kassiert. Einen ersten Playoff-Erfolg konnten sie in der Saison 2003/04 verbuchen, als sie bis ins Finale der Eastern Conference einzogen und sich nur knapp dem späteren Stanley-Cup-Sieger Tampa Bay Lightning geschlagen geben mussten.
Nach dem Ausfall der NHL-Saison 2004/05 wegen des Lockout spielten die Flyers 2005/06 eine gute reguläre Saison, scheiterten aber schon in der ersten Runde an den Buffalo Sabres. Als Hitchcock zu Beginn der Saison 2006/07 dann nur einen Sieg aus acht Spielen holen konnte, wurde ihm die Verantwortung über die Mannschaft entzogen und er übernahm in der Organisation den Posten als Pro Scout.
Drei Wochen später, am 21. November 2006, wurde Hitchcock von den Columbus Blue Jackets als neuer Trainer verpflichtet. Allerdings konnte er die Blue Jackets im Laufe der Saison nicht mehr in die Playoffs führen.
Am 19. Februar 2009 gelang ihm im 960. Karrierespiel der 500. Sieg als Trainer in der NHL. Bis zu diesem Zeitpunkt war dies nur Scotty Bowman (1978) und Toe Blake (1968) in weniger Spielen gelungen. Am 11. November 2009 folgte Hitchcocks 1000. Spiel als NHL-Trainer. Seine Columbus Blue Jackets schlitterten mit einem 1:9 gegen die Detroit Red Wings in ihre bisher höchste Heimniederlage der Clubgeschichte. Im November 2011 wurde er nach der Entlassung von Cheftrainer Davis Payne als Nachfolger bei den St. Louis Blues installiert.
In dieser Saison führt Hitchcock die Blues mit 16 Punkten aus zehn Spielen zu ihrem besten Start unter einem neuen Trainer. Schließlich erreichte er am Ende der Saison mit 109 Punkten das zweitbeste Ergebnis der Teamgeschichte und führte die Blues damit zum ersten Divisionstitel in der Central Division seit 2000. Aufgrund dieser Erfolge wurde er zum vierten Mal in seiner Karriere für den Jack Adams Award als bester Trainer der Saison nominiert und gewann die Auszeichnung schließlich zum ersten Mal. Er war damit der vierte Trainer in der Geschichte der Blues, der die Trophäe erhielt.
Im Juni 2016 wurde bekannt, dass Hitchcocks auslaufender Vertrag nach der Saison 2016/17 nicht verlängert werden sollte, sodass die Blues in Mike Yeo bereits seinen Nachfolger als Assistenztrainer einstellten. Nach einer sportlich enttäuschenden ersten Saisonhälfte wurde Hitchcock allerdings bereits im Februar 2017 von seinen Pflichten enthoben und Yeo früher als geplant als neuer Cheftrainer vorgestellt.
Im April 2017 wurde Hitchcock als neuer Cheftrainer der Dallas Stars vorgestellt und kehrte somit an seine alte Wirkungsstätte zurück. Er trat dort die Nachfolge von Lindy Ruff an. Nach einer Saison, in denen die Stars die Playoffs verpassten, verkündete Hitchcock das Ende seiner Trainerlaufbahn. Insgesamt hatte er in der NHL 1536 Spiele gecoacht und davon 823 gewonnen, sodass er in der ewigen Rangliste nach Siegen zu diesem Zeitpunkt hinter Scotty Bowman und Joel Quenneville Rang drei belegte.
Im November 2018 kehrte Hitchcock allerdings aus dem Ruhestand zurück, als er bei den Edmonton Oilers die Nachfolge von Todd McLellan antrat. Vorerst soll er das Team aus seiner Heimatstadt bis zum Ende der laufenden Saison 2018/19 betreuen. Darüber hinaus wurde sein Vertrag in der Folge auch nicht verlängert.
Im Jahre 2023 wurde Hitchcock in die Hockey Hall of Fame gewählt.

## Erfolge und Auszeichnungen
| - 1986 Presidents’-Cup-Gewinn mit den Kamloops Blazers - 1987 Dunc McCallum Memorial Trophy - 1990 Presidents’-Cup-Gewinn mit den Kamloops Blazers - 1990 Dunc McCallum Memorial Trophy - 1990 CHL Coach of the Year Award | - 1999 Stanley-Cup-Gewinn mit den Dallas Stars - 2012 Jack Adams Award - 2019 Order of Hockey in Canada - 2023 Aufnahme in die Hockey Hall of Fame |

## NHL-Trainerstatistik
| Team                  | Saison  | reguläre Saison                         | reguläre Saison                         | reguläre Saison                         | reguläre Saison                         | reguläre Saison                         | reguläre Saison                         | Play-offs                               | Play-offs                               | Play-offs                               |
| Team                  | Saison  | Spiele                                  | S                                       | N                                       | U/OTL                                   | Pts                                     | Platz                                   | S                                       | N                                       | Resultat                                |
| --------------------- | ------- | --------------------------------------- | --------------------------------------- | --------------------------------------- | --------------------------------------- | --------------------------------------- | --------------------------------------- | --------------------------------------- | --------------------------------------- | --------------------------------------- |
| Dallas Stars          | 1995/96 | 43                                      | 15                                      | 23                                      | 5                                       | 35                                      | 6. (Central)                            | –                                       | –                                       | nicht qualifiziert                      |
| Dallas Stars          | 1996/97 | 82                                      | 48                                      | 26                                      | 8                                       | 104                                     | 1. (Central)                            | 3                                       | 4                                       | Conference-Viertelfinale                |
| Dallas Stars          | 1997/98 | 82                                      | 49                                      | 22                                      | 11                                      | 109                                     | 1. (Central)                            | 10                                      | 7                                       | Conference-Finale                       |
| Dallas Stars          | 1998/99 | 82                                      | 51                                      | 19                                      | 12                                      | 114                                     | 1. (Pacific)                            | 16                                      | 7                                       | Stanley-Cup-Gewinn                      |
| Dallas Stars          | 1999/00 | 82                                      | 43                                      | 23                                      | 10                                      | 102                                     | 1. (Pacific)                            | 14                                      | 9                                       | Stanley-Cup-Finale                      |
| Dallas Stars          | 2000/01 | 82                                      | 48                                      | 24                                      | 10                                      | 106                                     | 1. (Pacific)                            | 4                                       | 6                                       | Conference-Halbfinale                   |
| Dallas Stars          | 2001/02 | 50                                      | 23                                      | 17                                      | 10                                      | 56                                      | entlassen                               | –                                       | –                                       | –                                       |
| Philadelphia Flyers   | 2002/03 | 82                                      | 45                                      | 20                                      | 17                                      | 107                                     | 2. (Atlantic)                           | 6                                       | 7                                       | Conference-Halbfinale                   |
| Philadelphia Flyers   | 2003/04 | 82                                      | 40                                      | 21                                      | 21                                      | 101                                     | 1. (Atlantic)                           | 11                                      | 7                                       | Conference-Finale                       |
| Philadelphia Flyers   | 2004/05 | kein Spielbetrieb aufgrund des Lockouts | kein Spielbetrieb aufgrund des Lockouts | kein Spielbetrieb aufgrund des Lockouts | kein Spielbetrieb aufgrund des Lockouts | kein Spielbetrieb aufgrund des Lockouts | kein Spielbetrieb aufgrund des Lockouts | kein Spielbetrieb aufgrund des Lockouts | kein Spielbetrieb aufgrund des Lockouts | kein Spielbetrieb aufgrund des Lockouts |
| Philadelphia Flyers   | 2005/06 | 82                                      | 45                                      | 26                                      | 11                                      | 101                                     | 2. (Atlantic)                           | 2                                       | 4                                       | Conference-Viertelfinale                |
| Philadelphia Flyers   | 2006/07 | 8                                       | 1                                       | 6                                       | 1                                       | 3                                       | entlassen                               | –                                       | –                                       | –                                       |
| Columbus Blue Jackets | 2006/07 | 62                                      | 28                                      | 29                                      | 5                                       | 61                                      | 4. (Central)                            | –                                       | –                                       | nicht qualifiziert                      |
| Columbus Blue Jackets | 2007/08 | 82                                      | 34                                      | 36                                      | 12                                      | 80                                      | 4. (Central)                            | –                                       | –                                       | nicht qualifiziert                      |
| Columbus Blue Jackets | 2008/09 | 82                                      | 41                                      | 31                                      | 10                                      | 92                                      | 4. (Central)                            | 0                                       | 4                                       | Conference-Viertelfinale                |
| Columbus Blue Jackets | 2009/10 | 58                                      | 22                                      | 27                                      | 9                                       | 53                                      | entlassen                               | –                                       | –                                       | –                                       |
| St. Louis Blues       | 2011/12 | 69                                      | 43                                      | 15                                      | 11                                      | 97                                      | 1. (Central)                            | 4                                       | 5                                       | Conference-Halbfinale                   |
| St. Louis Blues       | 2012/13 | 48                                      | 29                                      | 17                                      | 2                                       | 60                                      | 2. (Central)                            | 2                                       | 4                                       | Conference-Viertelfinale                |
| St. Louis Blues       | 2013/14 | 82                                      | 52                                      | 23                                      | 7                                       | 111                                     | 2. (Central)                            | 2                                       | 4                                       | Conference-Viertelfinale                |
| St. Louis Blues       | 2014/15 | 82                                      | 51                                      | 24                                      | 7                                       | 109                                     | 1. (Central)                            | 2                                       | 4                                       | Conference-Viertelfinale                |
| St. Louis Blues       | 2015/16 | 82                                      | 49                                      | 24                                      | 9                                       | 107                                     | 2. (Central)                            | 10                                      | 10                                      | Conference-Finale                       |
| St. Louis Blues       | 2016/17 | 50                                      | 24                                      | 21                                      | 5                                       | 53                                      | entlassen                               | –                                       | –                                       | –                                       |
| Dallas Stars          | 2017/18 | 82                                      | 42                                      | 32                                      | 8                                       | 92                                      | 6. (Central)                            | –                                       | –                                       | nicht qualifiziert                      |
| Edmonton Oilers       | 2018/19 | 62                                      | 26                                      | 28                                      | 8                                       | 60                                      | 7. (Pacific)                            | –                                       | –                                       | nicht qualifiziert                      |
| Gesamt                | Gesamt  | 1598                                    | 849                                     | 534                                     | 215                                     | 1913                                    | 8 Divisionstitel                        | 86                                      | 82                                      | 1 Stanley Cup                           |

S=Siege; N=Niederlagen; U=Unentschieden; OTL=Niederlage in Verlängerung bzw. Shootout; Pts=Punkte